# Vinny Paz
Vinny Paz, nome completo Vincenzo Edward Pazienza (Cranston, 16 dicembre 1962), è un ex pugile statunitense, di origini italiane, campione del mondo dei pesi leggeri e dei pesi superwelter sotto il soprannome di The Pazmanian Devil.

## Biografia
È stato arrestato con diverse accuse, tra cui reati connessi all'alcol, violenza domestica, assegni falsi e condotta scorretta. Negli anni novanta sposa una modella di Penthouse, dalla quale poco dopo si separa. In questo decennio decide anche di cambiare legalmente il suo cognome da Pazienza a Paz.

## Carriera
Dopo essersi costruito una carriera nell'East Coast, diviene campione del mondo dei pesi leggeri IBF al primo tentativo, il 7 giugno 1987, battendo Greg Haugen a Providence dopo 15 round. Haugen si riprende il titolo in una rivincita immediata ma Vinny Paz lo sconfigge nuovamente in un incontro nel 1990.
Nel 1991 si trasferisce alla categoria pesi superwelter, ottenendo il titolo di campione del mondo dopo aver sconfitto il pugile francese, campione in carica WBA, Gilbert Delé al dodicesimo round per KO tecnico.
A causa di un incidente stradale, è costretto a lasciare il titolo e i medici gli annunciano che non avrebbe più combattuto. Nonostante ciò, dopo aver indossato un collare per tre mesi, tredici mesi dopo l'incidente, batte il futuro campione dei pesi superwelter WBC Luis Santana. I diritti cinematografici di questa storia sono stati venduti alla Verdi Corrente Productions per un film che sarebbe dovuto uscire nel 2011. Il film, rimasto in standby per cinque anni, arriva infine nelle sale nel 2016 col titolo italiano di Bleed - Più forte del destino.
Nel 1994 e nel 1995 Paz viene sfidato da Roberto Durán, vincendo entrambi gli incontri. Nel 1995 perde l'incontro per il titolo di campione dei pesi super medi contro Roy Jones Jr.: l'italo-americano parte nettamente sfavorito (alcune quotazioni lo danno perdente 100 a 1). Al sesto round Vinny Paz cede per KO tecnico.
Nel 2002, Vinny Paz perde l'incontro per il titolo di campione dei pesi super medi contro Eric Lucas, in quello che è stato il suo ultimo tentativo a un titolo mondiale.